# Богданович, Борис Петрович
Богдано́вич Бори́с Петро́вич (р. 16 июня 1951, Ленинград) — российский архитектор, член союза архитекторов России, доцент кафедры архитектуры СПбГАСУ.

## Биография
Родился в Ленинграде 16 июня 1951 года. С 1974 по 2008 год работал в ЛенНИИпроекте. В настоящее время руководит архитектурным бюро «Слои».

## Наиболее известные проекты
- АТС «Петерстар» на 16-й линии Васильевского острова. 1992 год
- Административное здание Таможни на 9-й линии Васильевского острова. 1994 год
- Жилой комплекс Балтийского завода на 16-й линии Васильевского острова. 1991 год
- Жилой комплекс на Морской набережной. 2000—2007 годы
- Жилой дом на 5-й Красноармейской улице (угол Советского переулка). 2003 год
- Жилой комплекс на Манежном спуске в Ломоносове. 2007 год
- Церковь во имя Державной иконы Божией Матери (пр. Культуры, д. 4-а)
- Церковь в честь всех Санкт-Петербургских Святых на пересечение Рыбацкого проспекта и проспекта Устинова. 2005 год
- Церковь Вознесения Господня. Ленинградская область, Тосненский район, поселок Радофинниково, улица Лесная. 2010 год
- Офисный центр на Лиговском проспекте, 123. 2012 год
- Многоквартирный жилой дом на Рязанском переулке. 2012 год